# (73760) 1994 CT17
1994 سي تي 17 (ويعرف أيضًا باسم (73760) 1994 سي تي 17 وفق تسمية الكوكب الصغير) (بالإنجليزية: 1994 CT17)‏؛ هو كويكب ضمن حزام الكويكبات.
اكتُشف هذا الجُرم الفلكي بواسطة إيريك والتر إلست في 8 فبراير 1994، وترتيبه 73760 من حيث الاكتشاف.

## الوصف
اكتُشف 737601994CT في 8 فبراير 1994 في مرصد لاسيلا، الواقع في صحراء أتاكاما، إقليم كوكيمبو في تشيلي، بواسطة عالم الفلك البلجيكي إيريك والتر إلست. وقد رصد المشروع 1,190 مشاهدة للكويكب إلى غاية 5 فبراير 2022 بتوقيت منطقة المحيط الهادئ، أي في مدة قدرها 10,143 يومًا (27.8 عام). تستغرق الفترة المدارية للكويكب 1,840 يومًا (5 عام).

## الخصائص المدارية
يتميز مدار هذا الكويكب بنصف محور رئيسي يبلغ 2.94 وحدة فلكية، وحضيض قدره 2.82 وحدة فلكية، وانحراف قدره 0.04 وزاوية ميلان 3.21 درجة بالنسبة لمسار الشمس. بسبب هذه الخصائص، أي نصف المحور الرئيسي بين 2 و3.2 وحدة فلكية وحضيض أكبر من 1,666 وحدة فلكية، يُصنف هذا الجُرم الفلكي وفقًا لقاعدة بيانات مختبر الدفع النفاث لأجرام النظام الشمسي الصغيرة كائنًا من حزام الكويكبات الرئيسي.

## وصلات خارجية
- (73760) 1994 CT17 في قاعدة بيانات مختبر الدفع النفاث لأجرام النظام الشمسي الصغيرة

- الاكتشاف · مخطط المدار ·  العناصر المدارية · المعلمات المادية

- (73760) 1994 CT17 على موقع ويكي سكاي: DSS2, SDSS, GALEX, IRAS, Hydrogen α, X-Ray, Astrophoto, Sky Map, Articles and images